# Jonathan Hilbert
Jonathan Hilbert (Mühlhausen/Thüringen, 21 aprile 1995) è un marciatore tedesco, vicecampione olimpico della 50 km di marcia a Tokyo 2020.

## Palmarès
| Anno | Manifestazione  | Sede      | Evento         | Risultato | Prestazione | Note                          |
| ---- | --------------- | --------- | -------------- | --------- | ----------- | ----------------------------- |
| 2014 | Mondiali U20    | Eugene    | Marcia 10000 m | 17º       | 43'02"55    | Miglior prestazione personale |
| 2015 | Europei U23     | Tallinn   | Marcia 20 km   | 13º       | 1h30'25"    |                               |
| 2017 | Europei U23     | Bydgoszcz | Marcia 20 km   | 6º        | 1h23'26"    | Miglior prestazione personale |
| 2019 | Mondiali        | Doha      | Marcia 50 km   | 23º       | 4h30'43"    |                               |
| 2021 | Giochi olimpici | Tokyo     | Marcia 50 km   | Argento   | 3h50'44"    |                               |
| 2022 | Europei         | Monaco    | Marcia 35 km   | 5º        | 2h32'44"    | Miglior prestazione personale |

## Altre competizioni internazionali
2013
- 24º in Coppa Europa di marcia ( Dudince), marcia 10 km U20 - 46'18"

2019
- 17º in Coppa Europa di marcia ( Alytus), marcia 50 km - 3h58'21"